# پاله آلودنیا
پاله آلودنیا (به لاتین: Palle Aludeniya) یک منطقهٔ مسکونی در سری‌لانکا است که در استان مرکزی (سری‌لانکا) واقع شده‌است.